# ESP Guitars

ESP Logo

Logo der LTD-Serie

Die ESP Guitars (ESP = Electric Sound Products) ist ein US-amerikanisch/japanisches Unternehmen, das E-Gitarren sowie E-Bässe herstellt. In Korea oder Indonesien hergestellte Instrumente des Unternehmens werden auch unter dem Markennamen LTD vertrieben.

## Geschichte

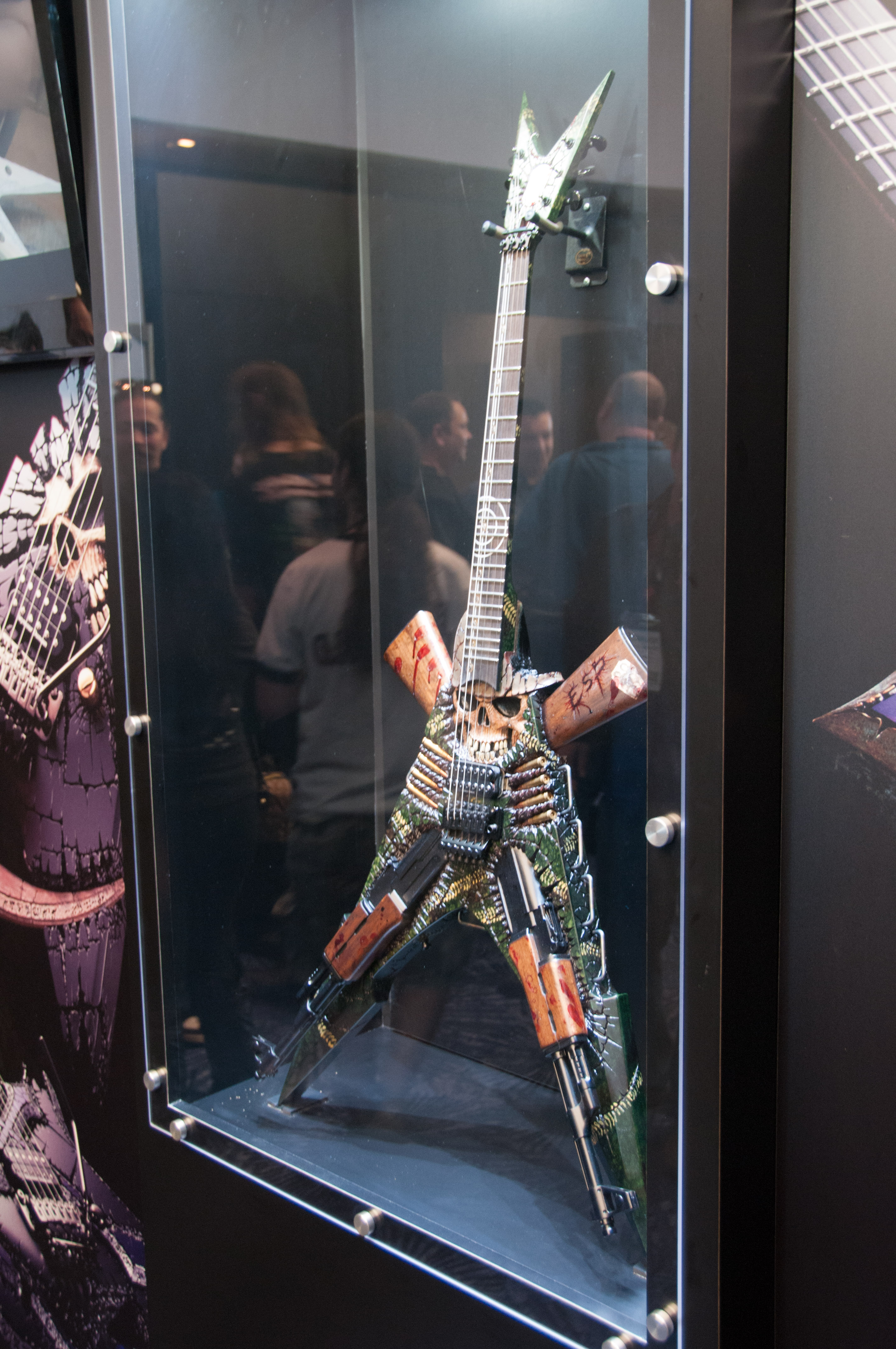
ESP-Custom-Shop „Ghost Soldier“

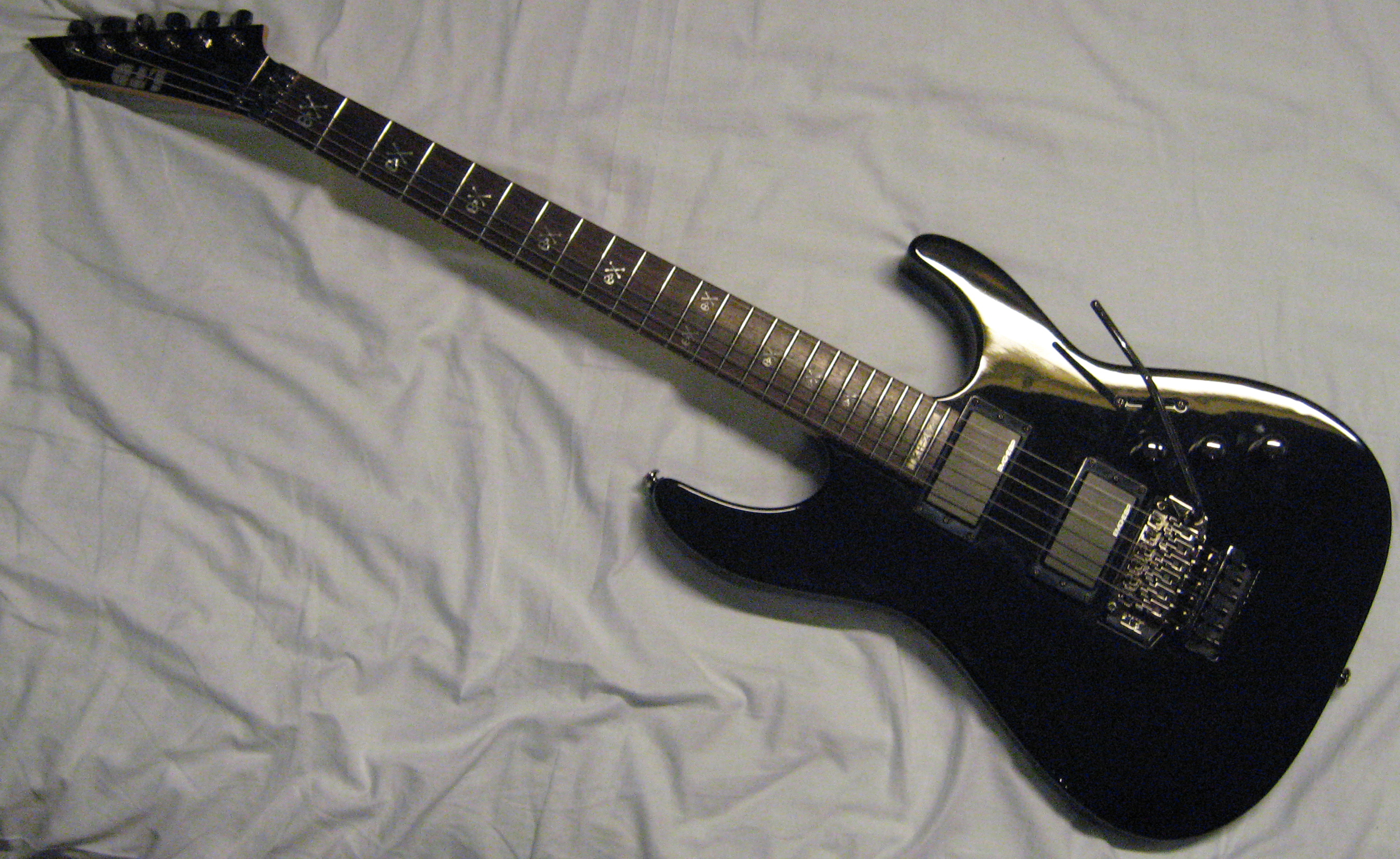
ESP LTD KH202

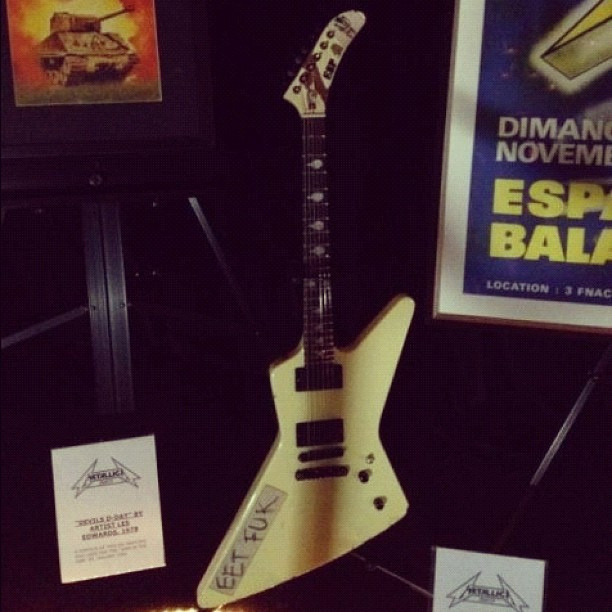
James Hetfields Eet Fuk Guitar

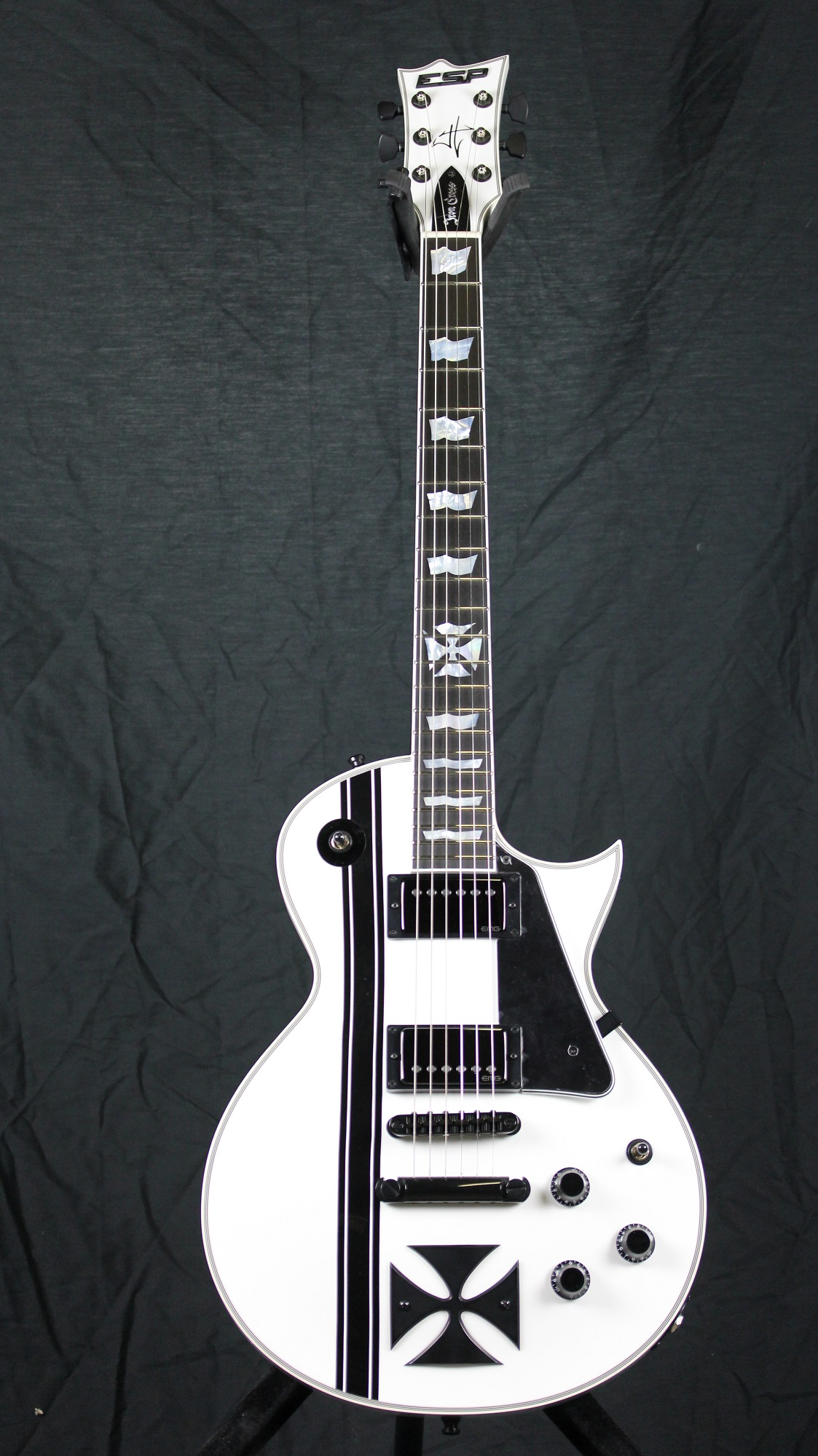
Iron Cross

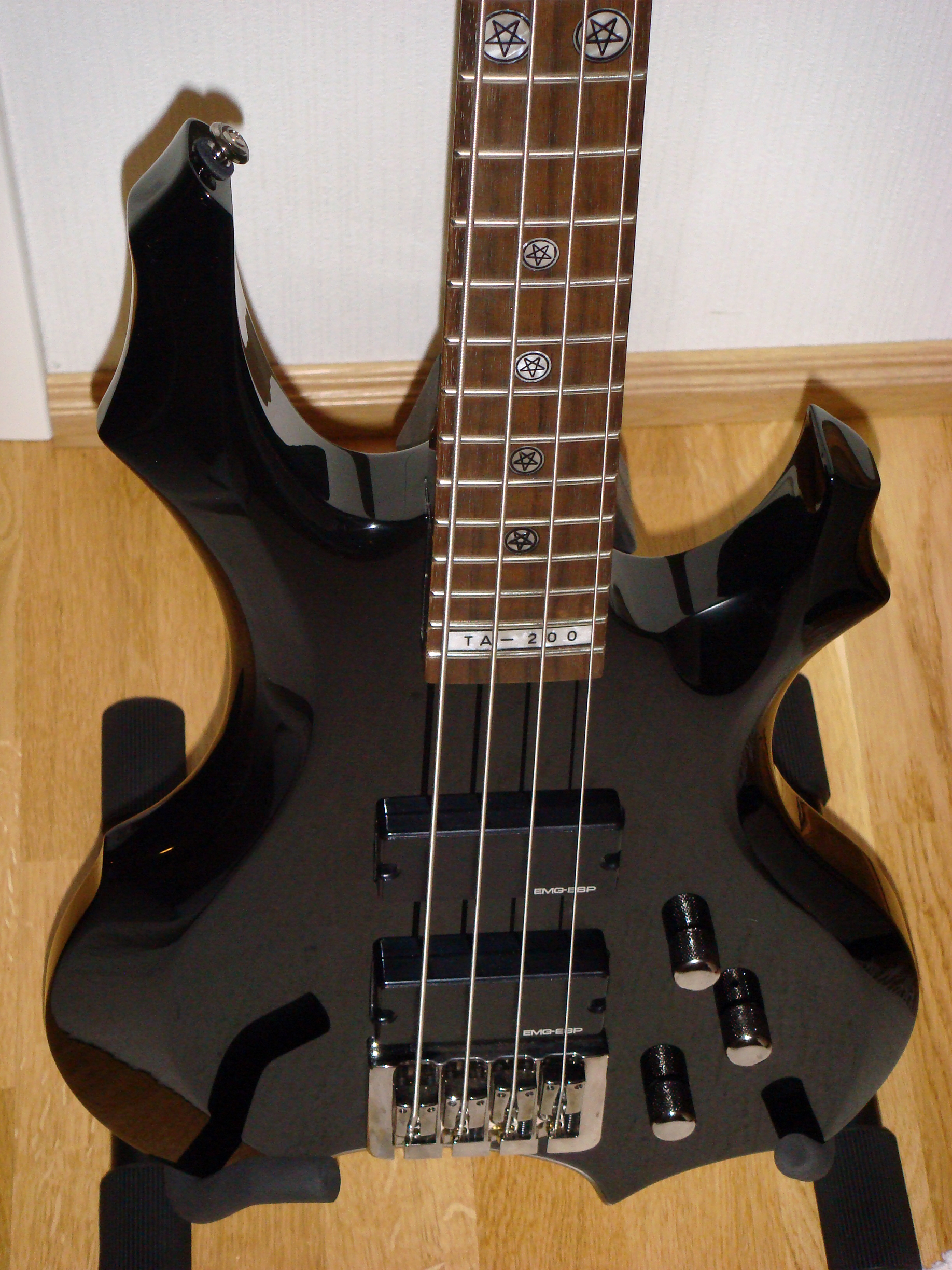
TA-200 Bass

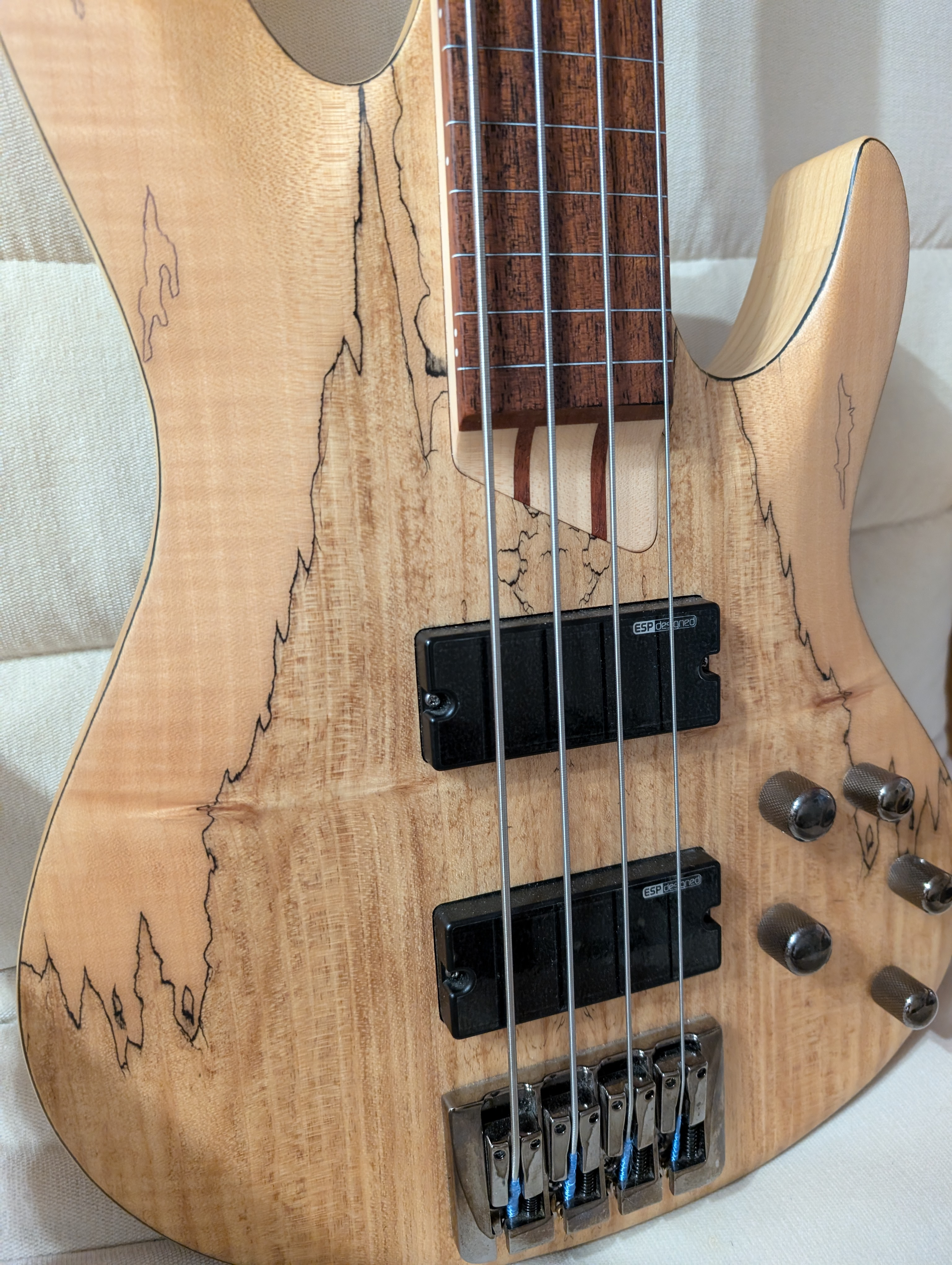
ESP Ltd. B204 SM FL Fretless Bass

Das Unternehmen ESP Guitars wurde 1975 von Hisatake Shibuya in Japan gegründet. Zunächst nur für den Vertrieb und Verkauf von Ersatzteilen für E-Gitarren gedacht, begann das Unternehmen im Jahr 1983 mit der Produktion von eigenen Gitarren und Ersatzteilen. Die ersten Instrumente waren Spezialanfertigungen, die nach den Wünschen der Kunden einzeln hergestellt wurden. Mit wachsendem Erfolg begann schließlich die Serienproduktion der am häufigsten nachgefragten Modellvarianten. Im Jahr 1986 eröffnete das Unternehmen die erste Filiale (48th Street Guitars) in Manhattan, New York, wo hauptsächlich Instrumente für namhafte Künstler und Sonderanfertigungen hergestellt werden. Um auch im Einsteigersektor vertreten zu sein, gründete ESP zunächst die Firma Grass Roots und im Jahr 1996 die Firma LTD, unter deren Namen heute die meisten normalen Serieninstrumente von ESP vertrieben werden. Grass-Roots-Gitarren sind qualitativ der Billig-Schiene zuzuordnen, wobei hier bei den Baujahren der Modelle unterschieden werden muss und auch einige Modelle (z. B. KH-2, Les Paul, SG, Strat) als hochwertige Repliken gebaut wurden. Die am Anfang der 90er Jahre durch den Custom-Shop Düsseldorf importierte KH-2-Version der Grass-Roots-GMM-Serie dürfte wohl die bekannteste und beliebteste GR-Gitarre sein. Dabei steht das Kürzel GMM für Grass Roots, MM für die ESP-Version M2 (MII).
Weiterhin gibt es noch die Firma ESP Edwards. Edwards-Gitarren wurden ursprünglich ausschließlich für den japanischen Markt hergestellt und sind qualitativ zwischen LTD- und ESP-Standard einzuordnen. Seit 2009 sind Edwards-Gitarren auch für den weltweiten Export bestimmt.
Unter dem Label „ESP“ werden die handgemachten Luxusvarianten angeboten, wobei hier noch zwischen „ESP-Standard“ und „ESP-Original“ unterschieden werden muss. ESP-Originale werden in der ESP-Custom-Fabrik in Japan handgefertigt und sind dementsprechend teurer als die ESP-Standard-Modelle. Somit unterscheidet sich LTD von z. B. Epiphone oder Squier und hat eher ein Qualitätsniveau wie die Gio-Serie von Ibanez. Die Instrumente von LTD werden in Asien – meist Südkorea oder Indonesien – gefertigt. Aktueller Unternehmenssitz von ESP ist North Hollywood, Kalifornien (USA).
In den USA gefertigte Gitarren tragen das Label Custom Shop.
Im Custom-Shop Düsseldorf durften von 1986 bis 1996 auch Custom-Shop-Modelle gebaut werden. Alle anderen Custom-Shops von ESP nehmen lediglich Aufträge an, die sie dann zur Herstellung weiterleiten. Die in Deutschland hergestellten Gitarren tragen in der Halstasche und am Hals an gleicher Stelle einen ESP-Stempel. USA-Varianten dagegen haben diesen Stempel im E-Fach des Korpus oder überhaupt nicht.

## Modelle
Die Instrumente von ESP orientieren sich optisch meist an klassischen E-Gitarren-Vorbildern wie die Gibson Les Paul, SG und Explorer, Jackson Randy Rhoads sowie die Fender Stratocaster. Charakteristisch ist für ESP, dass diese Designs weiterentwickelt wurden und oft nur noch grob an die Vorbilder erinnern.

### Serienmodelle
- ESP Eclipse: Die Eclipse ist der Gibson Les Paul nachempfunden, wobei die Korpusform modifiziert und der Hals mit meist 22 Bünden ausgestattet wurde. Je nach Modell und Einsatzzweck reichen die Varianten von dicht am original gehaltenen Instrumenten mit Mahagonikorpus und Ahorndecke bis hin zu speziell für die Stilistiken des Heavy Metal optimierten Gitarren mit geschraubtem Hals, Floyd Rose und aktiven Tonabnehmern.
- ESP Viper: Die Viper ist eine Gitarre, die grob der Gibson SG nachempfunden ist. Im Gegensatz zur Gibson ist der Korpus asymmetrisch verschoben und der Hals ist mit 24 Bünden ausgestattet. Wie bei der Eclipse reichen die verschiedenen Modellvarianten von relativ exakten Kopien des Originals bis hin zu hochgezüchteten Heavy-Metal-Gitarren.
- ESP Horizon: Die Horizon ist grob an die Korpusform der Fender Stratocaster angelehnt, wobei die sonstigen Konstruktionsmerkmale wie die Bestückung mit zwei Humbucker, pfeilförmige Kopfplatte und der eingeleimte Hals eher an Instrumente von Gibson und PRS erinnern.
- ESP M-II: Die M-II ist wie die Horizon grob an die Korpusform der Fender Stratocaster angelehnt, wobei die sonstigen Konstruktionsmerkmale (zwei EMG-81-Humbucker, Floyd-Rose-Tremolo) und die nach oben zeigende (reversed) asymmetrische Kopfplatte für Hard-Rock- und Heavy-Metalmusiker optimiert sind. Die M-II ist eine der am längsten produzierten Gitarren und geht auf die ersten eigenen Instrumente von ESP zurück.
- ESP-LTD-Serie: Die ESP-LTD-Serie umfasst zum größten Teil die preisgünstigen Gitarren des ESP-Sortiments. Modelle der LTD sind z. B. die F-Serie, EX-Serie (beispielsweise die E-Gitarre LTD EX-Outlaw aus der „Graphic“-Serie von LTD[2]), AX-Serie oder EC-Serie. LTD-Gitarren sind je nach Modellnummer (x50, x100, x200, x250, x400, x401, x500, x1000 Deluxe) mit ESP-LH-Pickups oder EMG-HZ und aktiven EMG-Humbuckern ausgestattet, zudem gibt es auch einige Versionen mit Seymour-Duncan-Tonabnehmern. Bei den LTD-Serien werden meist nur Floyd-Rose-License-Tremolos verbaut. Im Großen und Ganzen werden bei LTD-Gitarren die gleichen Materialien verbaut wie auch in den „echten“ ESPs. Sie sind aber unter dem Namen LTD günstiger zu erstehen, da diese meist in Korea oder Indonesien hergestellt werden und die Qualität der Hölzer meist zweitklassig ist.
- ESP Grass-Roots: Die ESP-Grass-Roots-Modelle sind in erster Linie hauseigene Repliken der bekanntesten und beliebtesten ESP-Modelle, die bis Anfang der 90er-Jahre noch in den japanischen Werkshallen gefertigt wurden. Anders als bei den ESP gelabelten Instrumenten gab es hiervon keine Custom-Shop-Ausführung. Einige seltene Modelle der KH-2 (Kirk Hammett von Metallica), die bis 1992 vom Custom-Shop Düsseldorf geordert und verkauft wurden, werden heute als „Original-Nachbauten“ beschrieben. Erkennen kann man diese am originalen Floyd-Rose-Tremolo-System und an den beiden aktiven EMG-81-Tonabnehmern. Sie verfügen außerdem über je einen ESP-Stempel in der Halstasche sowie an gleicher Position am Hals. Der Hals ist aus einem Teil gefertigt und besteht nicht wie bei den indonesischen Modellen aus mehreren verleimten Stücken. Diese Gitarren sind äußerst selten und waren ursprünglich nicht für den deutschen Markt vorgesehen. 1992 wurde die Produktion nach Indonesien verlegt. Seither gilt die Grass-Roots-Serie als minderwertiger Nachbau und liegt qualitativ weit unter dem LTD-Niveau.

### Signature (Auswahl)
- ESP Max Cavalera: Auf der ESP Viper basierendes Instrument für den brasilianischen Heavy-Metal-Gitarristen Max Cavalera (Cavalera Conspiracy, Sepultura, Soulfly). Auffällig an der Gitarre ist die ungewöhnliche Lackierung in Form der brasilianischen Flagge. Über die Jahre gab es einige weitere Max-Cavalera-Modelle, darunter welche mit der Form und Kopfplatte der AX-Modelle, aber auch der Explorer ähnliche Gitarren. Ab 2011 waren die Gitarren mit zwei Humbuckern, alle vorherigen Modelle jedoch nur mit einem Tonabnehmer bestückt.
- ESP Jeff Hanneman: Der verstorbene Slayer-Gitarrist hatte sich eine schwarze Stratocaster mit durchgehendem Hals, Kahler-Tremolo und aktiven EMG-Pickups bauen lassen. Die Gitarre ähnelt stark der von Kirk Hammett. Jedoch führte dieses Modell immer wieder zu Diskussionen, da auf der Gitarre nicht nur Reichsadler, sondern auch SS-Runen und -Totenköpfe zur Bundmarkierung verwendet werden.
- ESP Alexi Saw Tooth: Das Signaturemodell von Alexi Laiho (Spitzname „Die Schwarze Axt“), dem verstorbenen Gitarristen und Frontmann der finnischen Metalband Children of Bodom. Sie besitzt die berühmte Form der Jackson Randy Rhoads und begleitete Laiho auf jede Tour. Mit dem schwarzen Körper, den weißen Pfeilen und den Saw-Tooth-Inlays ist diese optisch ein sehenswerter Hingucker. Die zweite Hauptgitarre besitzt ein umgekehrtes Farbschema (weiße Gitarre und schwarze Stripes) und Sicheln als Inlays. Sie wurde sehr oft für alle Standard-D-Songs benutzt. Die anderen ESP-Signatur-Modelle des Finnen sind technisch gleich, besitzen meistens nur eine andere Lackierung und verschiedene Inlays.
- ESP Kai Hansen: Kai Hansen, Ex-Helloween, Gitarrist und Sänger der Band Gamma Ray, war der erste Deutsche, der ein eigenes Gitarrenmodell bekam. Optisch vergleichbar mit dem von Alexi Laiho, jedoch in pink und mit zwei EMG-81-Tonabnehmern.
- ESP Truckster: Eine ESP Eclipse, die für die Bedürfnisse von James Hetfield (Metallica) modifiziert wurde. Durch das Aufbringen von künstlichen Macken, Kratzern und Abschürfungen wirkt die Gitarre bereits im Neuzustand wie durch jahrelangen Gebrauch gealtert.
- ESP Kamikaze: Die berühmteste ESP-Signaturegitarre wurde dem Dokken-Gitarristen George Lynch gewidmet. Hierbei handelt es sich um eine modifizierte Stratocaster mit japanischer Kriegsbemalung und einem Floyd-Rose-Tremolo-System. Dieses Modell war in den Achtzigerjahren sehr populär.
- ESP KH-2: Gitarre für den Metallica-Gitarristen Kirk Hammett. Basiert auf der M-II und besitzt Totenköpfe als Griffbretteinlagen.
- ESP KH-3: 2. Signature-Modell von ESP für den Metallica-Gitarristen Kirk Hammett. Sie ist auf einer Eclipse aufgebaut, der Korpus ist jedoch flach. Als Griffbretteinlagen besitzt sie für die Bünde 1, 3, 5, 7 und 9 Spinnen und den Bünden 12, 15, 17, 19, 21 und 24 Totenköpfe wie bei der KH-2. Zusätzlich ist auf dem Korpus auf Wunsch von Hammett eine große Spinne, die vom Künstler Pushead gestaltet wurde, angebracht worden.
- ESP RZK-1: Als zweiter deutscher Gitarrist erhielt Richard Kruspe (Rammstein) ein eigenes Gitarrenmodell. Die titansilberne RZK-1 besitzt eine asymmetrische, an alte Mosrite-Gitarren angelehnte Korpusform, ein verspiegeltes Schlagbrett und Griffbretteinlagen in Form des „Rammstein“-Kreuzes.
- ESP Eclipse I CTM PL Paul Landers Model: Paul Landers (Rammstein) ließ sich von ESP eine Eclipse-Gitarre „1 CTM Vintage Black“ modifizieren. Dieses Modell ist mit Binding in Satin Silver in Serie gegangen.
- ESP Ron Wood: Gitarre für den Rolling-Stones-Gitarristen Ron Wood, die der Fender Telecaster nachempfunden ist.
- ESP Michael Wilton: Hierbei handelt es sich um eine modifizierte Stratocaster mit einem originalen Floyd-Rose-Tremolo. Michael Wilton ist der Gitarrist der Band Queensryche. Beim USA-Modell sind die Totenköpfe in phosphoreszierender Farbe auflackiert.
- ESP Stephen Carpenter: Das Signature-Modell des Deftones-Gitarristen Stephen Carpenter basiert auf einem durchgehenden Ahornhals (Neck-Thru-Konstruktion) mit zwei Seitenflügeln aus Mahagoni. Auf den Gitarren dieser Reihe befindet sich weder eine massive Decke noch ein Furnier und bis auf die spitzere Kopfplatte ist das Design eng angelehnt an die ursprüngliche ESP Horizon. Sie besitzt eine Tune-O-matic-Brücke mit Saitenführung durch den Korpus sowie Sperzel-Lockmechaniken und besitzt wahlweise EMG- oder Seymour-Duncan-Pickups. Die Gitarre wird in mehreren Varianten, hauptsächlich als Siebensaiter, sowohl relativ erschwinglich von LTD für ca. 1100 Euro als auch als Original-ESP für ca. 3500 Euro verkauft, allerdings gibt es auch eine sechssaitige Version, welche aus einer Vollahorn-Konstruktion, ebenfalls Neck Thru, besteht. Sehr viel populärer ist aber die Siebensaiter, da Carpenter ab dem Album „Around the Fur“ diese auch hauptsächlich für alle weiteren Produktionen verwendete. Seit 2003 gibt es auch eine Bariton-Version, welche es erlaubt, das Instrument zum aktuellen Zeitpunkt bis auf das tiefe Fis herunterzustimmen, was Carpenter auch relativ häufig nutzt.
- ESP Truckster: Eine weitere Signaturgitarre des Frontmannes James Hetfield von Metallica wurde 2005 auf den Markt gebracht. Es handelt sich hierbei um eine modifizierte Eclipse mit Set-Neck, 24,75″-Skalierung und 22XJ-Frets-Bünden. Ein EMG-81- und ein EMG-60-Humbucker sorgen für den Sound. Die Farbe der Gitarre ist ein „Aged Primer Grey“. Die ESP Truckster wurde auf der St. Anger Tour und auf der Death Magnetic Tour verwendet. Seit 2009 gibt es die Truckster zudem noch mit einem „Aged Black Satin“-Finish.
- ESP Iron Cross: Ebenfalls eine Signaturgitarre von James Hetfield von Metallica, die streng limitiert (100 Stück weltweit) 2009 vom ESP-Custom-Shop in Japan vertrieben wurde. Sie ist der "originalen" 1973er-Gibson-Les-Paul Custom Iron Cross von James Hetfield mit allen Gebrauchsspuren nachempfunden. Die ESP-Version ist eine modifizierte Eclipse mit Set-Neck, 24,75″-Mensur und 22 Extra-Jumbo-Bünden. Ein EMG-81- und ein EMG-60-Humbucker sorgen für den Sound. Die Metallteile sind vergoldet. Außerdem hat sie ein Schlagbrett und verfügt wie eine Gibson Les Paul über einen Zierrand (Binding). Unterhalb des Steges befindet sich ein mit zwei Schrauben auf den Korpus befestigtes Eisernes Kreuz. Zudem ist im 12. Bund ebenfalls ein Perlmuttkreuz in das Griffbrett eingelegt. Auf der Rückseite befindet sich in den Korpus geritzt „UM 73“. Auch dieses Modell wurde als Custom-Shop-Modell unter dem Namen Grass Roots vertrieben.
- ESP Michael Paget: Dies ist das Signature Modell des Bullet-for-My-Valentine-Leadgitarristen Michael „Padge“ Paget. Es basiert auf der ESP LTD V und ist mit aktiven EMG-81-/-85-Humbuckern bestückt. Es existieren die ESP Michael Paget und die ESP LTD MP-600, welche bis auf das Totenkopf-Inlay an der Saitenbrücke der Teureren vollkommen identisch ist. Auf dem 24-bündigen Griffbrett ist ein Inlay in Pistolenform mit verschnörkelter Schusssalve angebracht. Seit 2011 ist die bis jetzt günstigste Signature-Gitarre von Paget erschienen: die „LTD MP-200“. Sie besitzt die Grafik der ESP-Variante, dafür aber nur ESP-Humbucker und Dot-Inlays mit dem Modellnamen im 12. Bund. Anders als bei den beiden anderen Modellen besitzt sie statt Ebenholz ein Palisandergriffbrett und einen angeschraubten Hals.

Die ESP-Signature-Modelle in der Randy-Rhoads-V-Form, wie sie zum Beispiel Kai Hansen und Alexi Laiho spielen, werden seit einiger Zeit in Europa und Amerika nicht offiziell vertrieben, da Jackson dort angeblich Patente auf diese Form hat und es wiederholt zu Rechtsstreitigkeiten kam. Andere Unternehmen verkaufen jedoch problemlos weiter RR-Kopien, was die These unterstützt, dass hier eine Absprache von ESP und Jackson vorliegt.

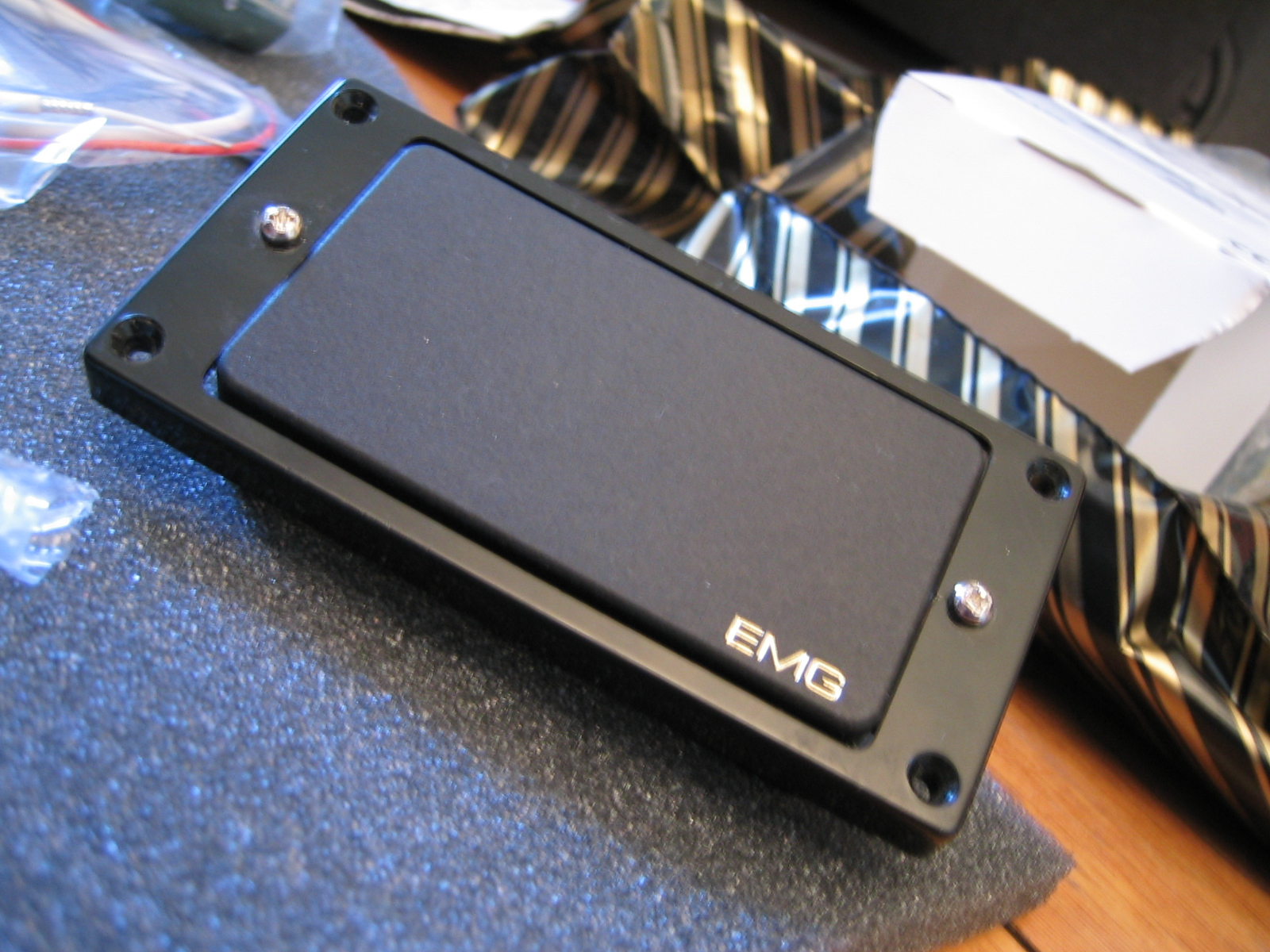
Aktive Humbucker von EMG werden häufig von ESP verbaut

## ESP in der Musik
Der Name ESP ist unweigerlich mit Hard Rock, beziehungsweise Heavy Metal verbunden, da diese Gitarren und Bässe aufgrund der verwendeten Korpushölzer, Halskonstruktionen und vor allem der verwendeten Tonabnehmer (oftmals die aktiven EMG-81-Humbucker) auf einen entsprechenden Sound zugeschnitten sind.
Einige bekannte Nutzer sind James Hetfield und Kirk Hammett von Metallica, Galder und Silenoz von Dimmu Borgir, Michael Romeo, Emppu Vuorinen, Max Cavalera, Dave Mustaine, Jeff Hanneman, Kai Hansen, Alexi Laiho, Tom Araya, Ron Wood, Jesper Strömblad. In Deutschland werden Instrumente von ESP von Rammstein, Megaherz, Orth, Gamma Ray, Blind Guardian, Caliban, Donots und Sub7even benutzt.